# 26 de gener
El 26 de gener és el vint-i-sisè dia de l'any del calendari gregorià. Queden 339 dies per finalitzar l'any i 340 en els anys de traspàs.

## Esdeveniments
Països Catalans
- 1641, Barcelona: batalla de Montjuïc, les tropes franceses i catalanes derroten a Montjuïc l'exèrcit castellà de Felip IV (Guerra dels Segadors).
- 1812: Catalunya deixa d'estar annexionada a Espanya després que França en decreta l'annexió i subdivisió en quatre departaments: Boques de l'Ebre, Departament de Montserrat, Departament del Segre i Departament del Ter.
- 1862, Girona: Arriba el primer tren a Girona. Un cop inaugurada oficialment la línia, al mes de març, continuaria cap a Figueres i Portbou.[1]
- 1888, Barcelona: s'estrena l'òpera Carmen al Liceu de Barcelona.
- 1939, Barcelona: l'exèrcit franquista ocupa la ciutat.[2]
- 1969, des de Barcelona, i per tot l'estat: es comença a publicar la revista Gran Pulgarcito, de l'Editorial Bruguera. Al seu número 1 es produeix la primera aparició del Superintendent Vicent i el Professor Bacteri, secundaris de Mortadel·lo i Filemó, i l'estrena de les sèries com Manolón, conductor de camión i La Panda.
- 1995, Illes Balears: El Govern de les Illes Balears declara sa Dragonera Parc Natural a través del decret 7/1995 de 26 de gener. Encara avui, l'illa roman deshabitada.[3]
- 2005, un gran temporal de neu i fred a Espanya. Una de les més grans nevades a Mallorca en el darrers cent anys (també ho van ser les del 1956, i el 1985).
- 2007: es funda Compromís pel País Valencià.

Resta del món
- 1347, Praga, Txèquia: Carles IV funda la Universitat Carolina de Praga.
- 1565: Batalla de Talikot Bidar, Ahmadnagar, Golconda i Bijapur, quatre estats musulmans es van col·ligar contra el regne hindú de Vijayanagar i el van derrotar.[4]
- 1616, Cap d'Hornos: fou descobert el Cap d'Hornos per una expedició holandesa encapçalada per Willem Schouten i Jacob Le Maire.
- 1699, Karlovci, Vojvodina, Sèrbia i Montenegro: Firma del Tractat de Karlowitz
- 1825, Washington DC: Tractat de Washington City entre els Estats Units i els choctaws.
- 1841, Hong Kong: el Regne Unit ocupa aquest enclavament.[5]
- 1902, Eibergen, Berkelland, Menno ter Braak, escriptor, assagista i crític literari antifeixista neerlandès.
- 1911, Dresden, Alemanya: estrena de l'òpera Der Rosenkavalier de Richard Strauss a la Königliches Opernhaus.[6]
- 1926, Londres: l'escocès John Logie Baird efectua la primera demostració pública de televisió en una botiga de Londres utilitzant un captador per disc de Nipkow.[7]
- 1934, Alemanya i Polònia firmen un pacte de no-agressió vàlid per deu anys.[8]
- 1942, Bonn, Tercer Reich: El matemàtic Felix Hausdorff se suïcida juntament amb la seva dona i la seva cunyada abans de ser deportats a un camp de concentració per la seva condició de jueus.
- 1956, Cortina d'Ampezzo, Itàlia: Comencen els VII Jocs Olímpics d'Hivern.
- 1970, Nova York, EUA: es publica Bridge over troubled water, el cinquè i últim àlbum d'estudi de Simon and Garfunkel.
- 1998, Pas d'Erketx-Tam: El pas es reobre oficialment.
- 2021, Delhi, Índia: Es produeix una gran concentració de tractors en protesta contra les reformes agràries, els manifestants van assaltar el Fort Vermell i va haver almenys un mort.[9]

## Naixements
Països Catalans
- 1806 - Olot, província de Girona: Esteve Paluzie i Cantalozella, paleògraf, pedagog i antiquari liberal.
- 1890 - Ciutadella, Menorca: Benejam, autor de còmic (m. 1975).
- 1936 - Barcelona: Coralina Colom i Canillas, actriu, pedagoga i investigadora de la veu parlada enfocada als actors.[10]
- 1950 - Xirivella, l'Horta Oest: Juan Cotino Ferrer, empresari i polític valencià, conseller de la Generalitat Valenciana a diversos governs del Partit Popular.
- 1953 - Barcelona: Anna Jaques Vidal, jugadora de futbol pionera, que ha jugat en la posició de defensa.[11]
- 1957 - Berga: Neus Simon i Perayre, compositora i instrumentista de flabiol i flauta travessera berguedana.[12]
- 1960 -
- París, França: Sergi Pàmies, escriptor en català.
- Polinyà: Montserrat Boix Piqué, periodista i activista feminista catalana.

Resta del món
- 1467 - París (França): Guillaume Budé, humanista francès (m. 1540).
- 1606 - Mineo (Catània): Ludovico Buglio, jesuïta italià, missioner a la Xina (m. 1682).
- 1821 - Mota del Marqués, Espanya: Pedro Calvo Asensio, polític, farmacèutic, periodista i dramaturg (m. 1863).
- 1833 - Münster, Prússia [actual Alemanya]: Elisabet Ney, escultora prussiana (m. 1907).[13]
- 1865 - Abando, Bilbao: Sabino Arana, polític i ideòleg del nacionalisme basc (m. 1903).
- 1877 - Delfshaven, Països Baixos: Kees van Dongen, pintor neerlandès (m. 1968).
- 1880 - Little Rock, Arkansas, EUA: Douglas MacArthur, militar estatunidenc (m. 1964).
- 1887 - Aulnay-sur-Iton, França: François Faber ciclista amb nacionalitat luxemburguesa primer guanyador no francès del Tour de França (m. 1915).
- 1900 - Berlín: Yva, de nom real Else Ernestine Neuländer-Simon, fotògrafa alemanya (m. 1942).
- 1904 - París, França: Seán MacBride, cofundador d'Amnistia Internacional, Premi Nobel de la Pau el 1974 (m. 1988).
- 1908 - París, França: Stéphane Grappelli, violinista i jazzman francès (m. 1997).
- 1911 - Blankenburg, Alemanya: Polykarp Kusch, físic, Premi Nobel de Física de 1955 (m. 1993).
- 1918 - Scornicesti, Piteşti, Romania: Nicolae Ceaușescu, polític romanès, 6è President de Romania (m. 1989).
- 1925 - Shaker Heights, Ohio, Estats Units: Paul Newman, actor i director de cinema estatunidenc (m. 2008).[14]
- 1926 - Valencia de Alcántara, Cáceres: José María Valverde Pacheco, poeta, filòsof, crític literari, historiador de les idees i traductor espanyol (m. 1996).
- 1927 - Madrid: María Jesús Valdés, actriu espanyola (m. 2011).[15]
- 1936 - Brooklyn, Nova York, Estats Units: Sal Buscema, dibuixant de còmics.
- 1943 - Santiago, Brasil: Luiz Carlos Prates, , periodista i psicòleg brasiler.
- 1944 - Birmingham: Angela Davis, política marxista, activista afroamericana i professora.[16]
- 1945 - Oxford (Anglaterra): Jacqueline du Pré, violoncel·lista anglesa, una de les millors de la història (m. 1987).[17]
- 1949 - San Francisco, Califòrnia, Estats Units: David Strathairn, actor estatunidenc.
- 1953 - Ginnerup Dinamarca: Anders Fogh Rasmussen, polític danès, 49è Primer Ministre de Dinamarca.
- 1958 - Nova Orleans, Estats Units: Ellen DeGeneres, còmica i presentadora estatunidenca.[18]
- 1962 - Corral de Bustos, Córdoba, Argentina: Óscar Alfredo Ruggeri, futbolista i entrenador de futbol argentí.
- 1963 - Setúbal, Portugal: José Mourinho, entrenador de futbol portuguès.
- 1964 - Arahal, Andalusia: Manolo Jiménez, futbolista i entrenador de futbol que destacà al Sevilla FC.
- 1971 - Sevilla: Clara Grima Ruiz, matemàtica, professora i divulgadora científica espanyola.[19]
- 1977 - Daytona Beach, Florida, EUA: Vince Carter, jugador de bàsquet professional de l'NBA.
- 1981 - Barquisimeto, Veneçuela: Gustavo Dudamel, músic i director d'orquestra veneçolà.
- 1985 - Yeovil, Anglaterra: Heather Stanning, remadora i militar anglesa.
- 1996 - Madrid, Espanya: María Pedraza, actriu espanyola de cinema i televisió.[20]
- 1467: Guillaume Budé, humanista francès (f. 1540).
- 1813: Juan Pablo Duarte, polític dominicà (f. 1876).
- 1904: Manuel Lora-Tamayo, químic i polític espanyol (f. 2002).
- 1979: Sara Rue, actriu nord-americana.
- 1981: José de Jesús Corona, futbolista mexicà.
- 1981: Juan José Haedo, ciclista argentí.
- 1981: Leandro Somoza, futbolista argentí.
- 1986: Gerald Green, jugador de bàsquet nord-americà.
- 1986: Kim Jae-joong, cantant sud-coreà.
- 1990: Peter Sagan, ciclista eslovac.
- 1990: Nawaf Al Abed, futbolista saudí.
- 1991: Esteban Andrada, futbolista argentí.
- 1992: Mercedes Moné, lluitadora profesional nord-americà.
- 1993: Cameron Bright, actor canadenc.
- 1993: Miguel Borja, futbolista colombià.
- 1971: Clara Grima, matemàtica espanyola.
- 1973: Brendan Rodgers, futbolista i entrenador norirlandès.
- 1974: César Cruchaga, futbolista espanyol.
- 1974: David Castedo, futbolista espanyol.

## Necrològiques
Països Catalans
- 1915 - Madrid, Espanya: Francisco Moliner Nicolás, metge i polític valencià (n. 1851).
- 1962 - Mèxic: Victorina Vila Badia, mestra catalana, cofundadora de diversos projectes escolars de Lleida (n. 1883).[21]
- 1971 - Sabadell: Lluís Mas i Gomis, teòric tèxtil i historiador català.
- 1979 - Barcelona: Martí Marcó i Bardella, activista polític català, militant de Terra Lliure (n. 1959).
- 1980 - València: Andrés Saborit Colomer, dirigent socialista espanyol.
- 2005 - Barcelona: Ricard Viladesau i Caner, músic català (n. 1918).
- 2011: 
  - Albatera, Baix Segura: Manuel Berná García, compositor i director d'orquestra valencià (95 anys).
  - Roma: Maria Mercader, actriu catalana de cinema i teatre (n. 1918).[22]
- 2017 - Madrid: Montserrat Julió i Nonell, actriu, directora teatral i escriptora catalana (n. 1929).[23]

Resta del món
- 404 - Betlem, Paula de Roma, noble matrona romana, deixebla de Sant Jeroni, venerada com a santa per l'Església catòlica (n. 347).[24]
- 1795 - Leipzig, Alemanya: Johann Christoph Friedrich Bach, músic alemany, va ser el novè fill de Johann Sebastian Bach.
- 1823 - Berkeley, Anglaterra: Edward Jenner, metge anglès que va desenvolupar la vacuna de la verola.
- 1824 - París, França: Théodore Géricault, va ser un pintor francès (n. 1791).
- 1828 - Londres: Caroline Lamb, aristòcrata i novel·lista britànica (n. 1785).[25]
- 1855 - París, França: Gérard de Nerval, poeta, assagista i traductor francès (45 anys).
- 1871 - Juillac: Jeanne Villepreux-Power, biòloga marina pionera i autodidacta francesa.[26]
- 1879 - Kalutara, Ceilan britànic: Julia Margaret Cameron, fotògrafa britànica (n. 1815).[27]
- 1914 - Mödling, Baixa Àustria: Nina Stollewerk, compositora austríaca.
- 1920 - París: Jeanne Hébuterne, pintora francesa, model i musa inspiradora de la seva parella, Amedeo Modigliani (n. 1898).
- 1929 - Berlín, República de Weimar: Elisabeth Caland, pianista i pedagoga holandesa.
- 1942 - Bonn, Tercer Reich: Felix Hausdorff, matemàtic (n. 1868).
- 1947 - Berchem: Berthe Cabra, exploradora belga que va recórrer l'Àfrica central d'est a oest entre 1905 i 1906 (n. 1864).[28]
- 1950 - Guatemala: Constancia de la Mora Maura, alta funcionària de la Segona República espanyola exilada (n. 1906).[29]
- 1973 - Bucarest, Romania: Edward G. Robinson, actor de teatre i cinema nord-americà, d'origen romanès (n. 1893).
- 1988 - Saffron Walden, Essex, Anglaterra: Raymond Williams, intel·lectual del Regne Unit que formà part del Cercle de Birmingham (marxistes anglesos).
- 1992 - Coral Gables, Florida, Estats Units: José Ferrer, actor, director i guionista porto-riqueny.
- 2008:
  - Amman, Jordània: George Habash, polític palestí, fundador del Front Popular per a l'Alliberament de Palestina (n. 1925).
  - Beijing: Zhang Hanzhi, traductora, diplomàtica i escriptora xinesa.[30]
- 2018 - Katmandú: Elizabeth Hawley, periodista i cronista d'expedicions a l'Himàlaia (n. 1923).[31]
- 2019 - 
  - Inning am Ammersee, Baviera: Wilma Lipp, soprano austríaca (n. 1925).[32]
  - París, França: Michel Legrand, músic, compositor i arranjador francès (n. 1932).
- 2020 - Calabasas, Califòrnia, EUA: Kobe Bryant, jugador de bàsquet estatunidenc (n. 1978).

## Festes i commemoracions
- Santoral:
  - Sant Timoteu, bisbe d'Efes;
  - sant Titus, bisbe de Creta;
  - santa Paula de Roma, deixebla de sant Jeroni;
  - sant Alberic de Cîteaux, abat i fundador de l'orde cistercenc;
  - Teodofred de Corbie, abat de Corbie;
  - Agustí de Nidaros, bisbe;
  - Ansuri d'Orense, bisbe;
  - Alfons d'Astorga, llegendari bisbe.
- Diada del Soldat Català